# Uspenka (Oleksandrija)
Uspenka (ukrainisch und russisch Успенка) ist ein Dorf im Nordosten der ukrainischen Oblast Kirowohrad mit etwa 947 Einwohnern (2020).

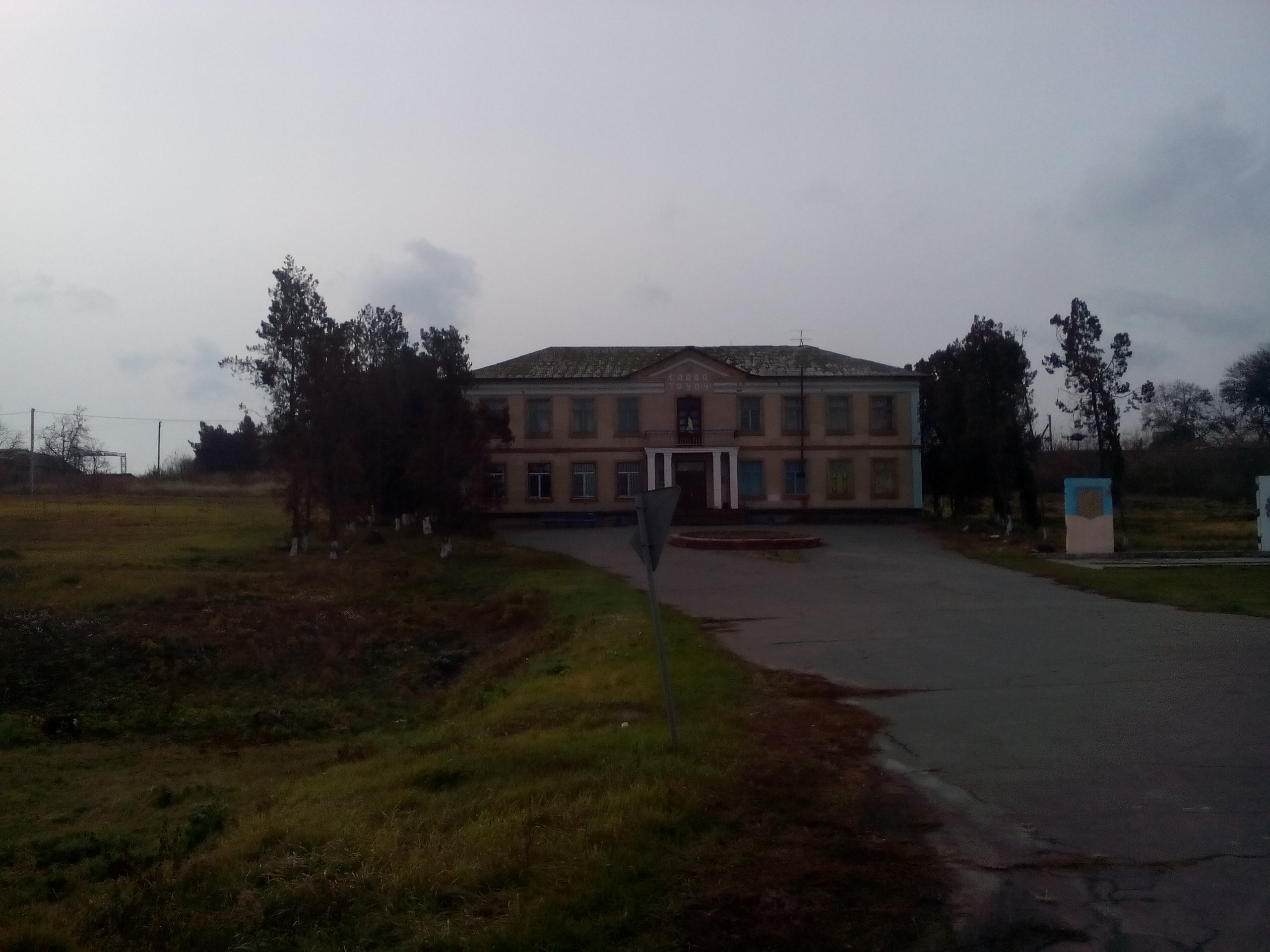
Gemeindehaus im Ort

Uspenka liegt am rechten Ufer des zum Kamjansker Stausee angestauten Dnepr 15 km Luftlinie und 30 km über Straße östlich vom ehemaligen Rajonzentrum Onufrijiwka und etwa 145 km nordöstlich vom Oblastzentrum Kropywnyzkyj.
Durch das Dorf verläuft die nationale Fernstraße N 08.
Am 12. Juni 2020 wurde das Dorf ein Teil der neugegründeten Siedlungsgemeinde Onufrijiwka, bis dahin bildete es zusammen mit dem Dorf Datscha (Дача) die gleichnamige Landratsgemeinde Uspenka (Успенська сільська рада/Uspenska silska rada) im Norden des Rajons Onufrijiwka.
Am 17. Juli 2020 kam es im Zuge einer großen Rajonsreform zum Anschluss des Rajonsgebietes an den Rajon Oleksandrija.

## Geschichte
Das in den 1720er Jahren von Kosaken des Poltawa-Regimentes gegründete Dorf hieß bis 1752 sowie zwischen 1775 und 1827 Plachtijiwka (Плахтіївка), zwischen 1752 und 1775 hieß es Simun (Зімунь) und seit 1827 trägt es seinen heutigen Namen.
Die Dorfbewohner waren Viehzüchter und Bauern. Da das Dorf an einem wichtigen Weg zwischen der Rechtsufrigen Ukraine und dem Gebiet der Saporoger Kosaken lag, erlitt es häufige Angriffe und Zerstörungen durch polnische Magnaten.

## Söhne und Töchter der Ortschaft
- Iwan Bilodid (1906–1981), sowjetisch-ukrainischer Linguist und Bildungsminister